# Szeoba
Szeoba (mac. Шеоба) – wieś w południowej Macedonii Północnej, terytorialnie i administracyjnie należąca do gminy Negotino. Według stanu na 2002 rok jej liczebność wynosiła 0 mieszkańców.

położenie wsi na mapie gminy

Według danych ze spisu powszechnego przeprowadzonego w 2002 roku, wieś Szeoba była miejscowością opuszczoną, którą nie zamieszkiwał żaden człowiek.